# Dreiliņi (Riga)
Dreiliņi est un voisinage de la banlieue de Vidzeme à l'est de Riga en Lettonie.

## Géographie
Le quartier de Dreiliņi est situé dans la partie orientale de Riga.
Dreiliņi borde les quartiers de Pļavnieki, Purvciems, Mežciems et Jugla, ainsi que la paroisse de Stopiņa dans la partie orientale.
Le quartier de Dreiliņi est limité par les rues Dzelzavas iela, Strautu iela, Biķernieku iela, la limite de la ville, Augusta Deglava iela et Lielvārdes iela.
La superficie totale du quartier de Dreiliņi est de 4,155 km2, soit environ 20% de moins que la superficie moyenne du quartier de Riga. 
La longueur du périmètre du quartier est de 11 247 mètres.

## Transports
- Bus: 		6, 34, 51, 52